# 海難1980
もしかして
- 海難1890

ではありませんか？